# UEFA Champions League 2017-2018 (spareggi)
Gli spareggi della UEFA Champions League 2017-2018 si sono disputati tra il 15 e il 23 agosto 2017. Hanno partecipato a questa fase della competizione 20 club: 10 di essi si sono qualificati alla successiva fase a gironi, composta da 32 squadre.

## Date
| Turno    | Sorteggio                            | Andata            | Ritorno           |
| -------- | ------------------------------------ | ----------------- | ----------------- |
| Play-off | 4 agosto 2017, ore 12:00 CEST (Nyon) | 15-16 agosto 2017 | 22-23 agosto 2017 |

## Squadre
| Legenda                                                                  |
| ------------------------------------------------------------------------ |
| I club vincitori avanzano alla fase a gironi                             |
| I club eliminati partecipano alla fase a gironi della UEFA Europa League |

| Squadre             | Coeff    |
| Piazzati            | Piazzati |
| ------------------- | -------- |
| Siviglia            | 112.999  |
| Napoli              | 88.666   |
| Liverpool           | 56.192   |
| CSKA Mosca          | 39.606   |
| Sporting Lisbona    | 36.866   |
| FCSB                | 35.370   |
| Young Boys          | 28.915   |
| Nizza               | 16.833   |
| Hoffenheim          | 15.899   |
| İstanbul Başakşehir | 10.340   |

| Squadre            | Coeff    |
| Campioni           | Campioni |
| ------------------ | -------- |
| Olympiacos         | 64.580   |
| Celtic             | 42.785   |
| Copenaghen         | 37.800   |
| APOEL              | 26.210   |
| Maribor            | 21.125   |
| Qarabağ            | 18.050   |
| Astana             | 16.800   |
| Rijeka             | 15.550   |
| Hapoel Be'er Sheva | 10.875   |
| Slavia Praga       | 8.135    |

## Sorteggio
| Campioni                                   | Campioni                                              | Piazzati                                              | Piazzati                                             |
| Teste di serie                             | Non teste di serie                                    | Teste di serie                                        | Non teste di serie                                   |
| ------------------------------------------ | ----------------------------------------------------- | ----------------------------------------------------- | ---------------------------------------------------- |
| Olympiacos Celtic Copenaghen APOEL Maribor | Qarabağ Astana Rijeka Hapoel Be'er Sheva Slavia Praga | Siviglia Napoli Liverpool CSKA Mosca Sporting Lisbona | FCSB Young Boys Nizza Hoffenheim İstanbul Başakşehir |

## Risultati
| Squadra 1           | Totale      | Squadra 2    | Andata   | Ritorno  |          |
| Campioni            | Campioni    | Campioni     | Campioni | Campioni | Campioni |
| ------------------- | ----------- | ------------ | -------- | -------- | -------- |
| Qarabağ             | 2 - 2 (gfc) | Copenaghen   | 1 - 0    | 1 - 2    |          |
| APOEL               | 2 - 0       | Slavia Praga | 2 - 0    | 0 - 0    |          |
| Olympiacos          | 3 - 1       | Rijeka       | 2 - 1    | 1 - 0    |          |
| Celtic              | 8 - 4       | Astana       | 5 - 0    | 3 - 4    |          |
| Hapoel Be'er Sheva  | 2 - 2 (gfc) | Maribor      | 2 - 1    | 0 - 1    |          |
| Piazzate            |             |              |          |          |          |
| İstanbul Başakşehir | 3 - 4       | Siviglia     | 1 - 2    | 2 - 2    |          |
| Young Boys          | 0 - 3       | CSKA Mosca   | 0 - 1    | 0 - 2    |          |
| Napoli              | 4 - 0       | Nizza        | 2 - 0    | 2 - 0    |          |
| Hoffenheim          | 3 - 6       | Liverpool    | 1 - 2    | 2 - 4    |          |
| Sporting Lisbona    | 5 - 1       | FCSB         | 0 - 0    | 5 - 1    |          |

### Andata
| Arbitro: | Paolo Tagliavento |

|             |           |  |
| Mədətov 25’ | Marcatori |  |

| Arbitro: | Antonio Mateu Lahoz |

|                             |           |  |
| De Camargo 2’ Alōneutīs 10’ | Marcatori |  |

| Arbitro: | Björn Kuipers |

|         |           |                                           |
| Uth 87’ | Marcatori | 35’ Alexander-Arnold 74’ (aut.) Nordtveit |

| Lisbona 15 agosto 2017, ore 20:45 CEST | Sporting Lisbona | 0 – 0 referto | FCSB | José Alvalade (46 678 spett.)\| Arbitro: \| Felix Brych \| |
| Arbitro:                               | Felix Brych      |               |      |                                                            |

| Arbitro: | David Fernández Borbalán |

|  |           |                   |
|  | Marcatori | 90+1’ (aut.) Nuhu |

| Arbitro: | Ovidiu Hațegan |

|                                                                     |           |  |
| Postnikov 32’ (aut.) Sinclair 42’, 60’ Forrest 79’ Šytaŭ 88’ (aut.) | Marcatori |  |

| Arbitro: | Jonas Eriksson |

|                                  |           |             |
| Nwakaeme 12’ Tzedek 45+2’ (rig.) | Marcatori | 10’ Tavares |

| Arbitro: | Clément Turpin |

|          |           |                             |
| Elia 64’ | Marcatori | 16’ Escudero 84’ Ben Yedder |

| Arbitro: | Szymon Marciniak |

|                                 |           |  |
| Mertens 13’ Jorginho 70’ (rig.) | Marcatori |  |

| Arbitro: | Felix Zwayer |

|                         |           |           |
| Odjidja 66’ Romao 90+3’ | Marcatori | 42’ Héber |

### Ritorno
| Arbitro: | Pavel Královec |

|                                              |           |                                       |
| Ajer 26’ (aut.) Mujïqov 48’ Twumasi 49’, 69’ | Marcatori | 34’ Sinclair 80’ Ntcham 90’ Griffiths |

| Arbitro: | Gianluca Rocchi |

|           |           |  |
| Viler 15’ | Marcatori |  |

| Arbitro: | Damir Skomina |

|  |           |                          |
|  | Marcatori | 48’ Callejón 89’ Insigne |

| Arbitro: | Danny Makkelie |

|  |           |           |
|  | Marcatori | 25’ Marin |

| Arbitro: | William Collum |

|                             |           |                    |
| Escudero 52’ Ben Yedder 75’ | Marcatori | 17’ Elia 83’ Višća |

| Arbitro: | Alberto Undiano Mallenco |

|                            |           |            |
| Santander 45’ Pavlović 66’ | Marcatori | 63’ Ndlovu |

| Arbitro: | Anastasios Sidīropoulos |

|                           |           |  |
| Ščennikov 45’ Dzagoev 64’ | Marcatori |  |

| Arbitro: | Cüneyt Çakır |

|                   |           |                                                                 |
| Júnior Morais 20’ | Marcatori | 13’ Doumbia 60’ Acuña 64’ Gelson Martins 75’ Dost 88’ Battaglia |

| Arbitro: | Daniele Orsato |

|                                    |           |                    |
| Can 10’, 21’ Salah 18’ Firmino 63’ | Marcatori | 28’ Uth 79’ Wagner |

| Praga 23 agosto 2017, ore 20:45 CEST | Slavia Praga  | 0 – 0 referto | APOEL | Eden Aréna (18 844 spett.)\| Arbitro: \| Milorad Mažić \| |
| Arbitro:                             | Milorad Mažić |               |       |                                                           |